# Casa de Ernest Edward Greene
La Casa de Ernest Edward Greene es una residencia histórica ubicada en Cullman, Alabama, Estados Unidos.

## Historia
La casa fue construida en 1913 por Ernest Edward Greene, el superintendente de la Southern Cotton Oil Company. Después de la muerte de Greene en 1922, la casa pasó a varios propietarios más, incluido John George Luyben, Sr., quien vivió en la casa durante 34 años.

## Descripción
La casa de dos pisos está construida en estilo neoclásico y tiene un techo a dos aguas lateral con dos chimeneas interiores. La fachada de tres tramos presenta un pórtico de doble altura, sostenido por dos columnas jónicas. Las esquinas de la casa tienen pilastras capitaladas jónicas a juego. Un porche de un piso con un techo a cuatro aguas sostenido por diez columnas toscanas envuelve el frente de la casa y la mitad de cada lado. La puerta de entrada tiene un gran panel de vidrio, así como un travesaño y luces laterales; una puerta similar conduce desde el pasillo del segundo piso hasta la cubierta superior. La puerta y el pórtico están flanqueados en el primer piso por ventanas de guillotina de 40 sobre 1 en la planta baja, mientras que el segundo piso presenta marcos de 35 sobre 1; los alzados laterales tienen hojas de 25 sobre 1, con ventanas de 20 sobre 1 y 10 sobre 1 en la parte trasera. Hay ventanas redondeadas de 25 sobre 1 en los extremos del hastial a nivel del ático. El interior está distribuido en un plano de pasillo central, con dos habitaciones a cada lado de un salón principal. Un comedor, sala, cocina y estudio están en el piso principal, con tres dormitorios y una sala de estar en el segundo.
La casa fue incluida en el Registro de Monumentos y Patrimonio de Alabama en 1986 y en el Registro Nacional de Lugares Históricos en 1993.